# Roxbury (Vermont)
Pour les articles homonymes, voir Roxbury.
Roxbury est une municipalité (town) américaine de l'État du Vermont, située dans le comté de Washington. Lors du recensement de 2020, sa population s'élevait à 678 habitants.

## Géographie
La municipalité s'étend sur un quadrilatère de 108,4 km2 au sud-est du comté de Washington et limitrophe de ceux d'Orange à l'est et au sud-est et d'Addison au sud-ouest.
|           | Northfield |            |
| Warren    | Roxbury    | Brookfield |
| Granville | Braintree  |            |

## Démographie
| Groupe            | Berlin | Vermont | États-Unis |
| ----------------- | ------ | ------- | ---------- |
| Blancs            | 97,1   | 95,3    | 72,4       |
| Métis             | 1,7    | 1,7     | 2,9        |
| Autres            | 1,2    | 3,0     | 24,7       |
| Total             | 100    | 100     | 100        |
|                   |        |         |            |
| Latino-Américains | 0,9    | 1,5     | 17,37      |

Selon l'American Community Survey, pour la période 2011-2015, 96,64 % de la population âgée de plus de 5 ans déclare parler l'anglais à la maison, 1,40 % l'espagnol, 0,84 % le français, 0,56 % l'italien et 0,56 % une autre langue.

## Politique et administration
La municipalité est administrée par un conseil de trois membres élus (Selectboard) qui est responsable de la conduite générale des affaires locales. Il a pour fonctions de publier les règlements locaux, préparer le budget, superviser toutes les dépenses, gérer les employés municipaux et contrôler les bâtiments et les biens publics. Il est assisté de « justices de paix » élus et d'un administrateur (clerk town), réunis au sein du Conseil de l'autorité civile.